# جو شميت
جو شميت (بالإنجليزية: Joe Schmidt)‏ (و. 1932  م) هو لاعب كرة قدم أمريكية، من الولايات المتحدة، ولد في بيتسبرغ، لعب كظهير ‏.

## جوائز
حصل على جوائز منها:
- قاعة مشاهير محترفي كرة القدم.